# Aller (Hiszpania)
Aller – gmina w Hiszpanii, w prowincji Asturia, w Asturii, o powierzchni 375,89 km². W 2011 roku gmina liczyła 12 136 mieszkańców.

## Współpraca
Miejscowość partnerska:
- Gembloux, Belgia